# シラネアザミ
シラネアザミ（白根薊、学名：Saussurea nikoensis）は、キク科トウヒレン属の多年草。別名、ニッコウトウヒレン。

## 特徴
茎は直立し、高さは10-80cmになり、狭い翼があり、上部は1-4回分枝し、褐色の短毛が密につく。花時には根出葉はふつう存在しない。葉は互生し、茎の下部につく葉の葉身は長卵形から卵形または長楕円形、ときにほこ形になり、長さ5-18cm、幅5-11cm、先は鋭尖頭、基部は心形、縁に鋸歯があり縮毛が多い。葉の両面に縮毛が多く、裏面の葉脈上に細毛が多い。葉柄は長さ7-10cmになり、上半分に翼がある。茎につく葉は上にいくにしたがいしだいに小さくなり、卵形から披針形になり、基部は心形になる。
花期は8-9月。頭状花序は散房状に2-8個がまばらにつくか、単生し、頭花の径は15-17mm、花柄は1-4cmになり、ときに基部の苞葉が大型になり葉状になる。総苞はふつう暗紫褐色から緑紫色で、長さ15-17mm、径10-15mmになる鐘形から広筒形で、褐色の細毛が密につく。総苞片は7-8列あり、外片は広卵形になり、先は尾状に長く伸びて反り返る。頭花は筒状花のみからなり、花冠の長さは10-12mm、色は淡紅紫色になる。果実は長さ4mmの痩果になる。冠毛は2輪生で、落ちやすい外輪は長さ1-3mm、花後にも残る内輪は長さ8-10mmになる。

## 分布と生育環境
日本固有種。本州（吾妻連峰、磐梯山、那須連山、日光連山、苗場山）に分布し、高山帯から亜高山帯の灌木林の林縁や日当たりのよい開けた草地に生育する。

## 名前の由来
和名シラネアザミは、「白根薊」のことで、基準産地が日光白根山であることによる。
種小名 nikoensis は、「栃木県日光の」の意味。

## ギャラリー

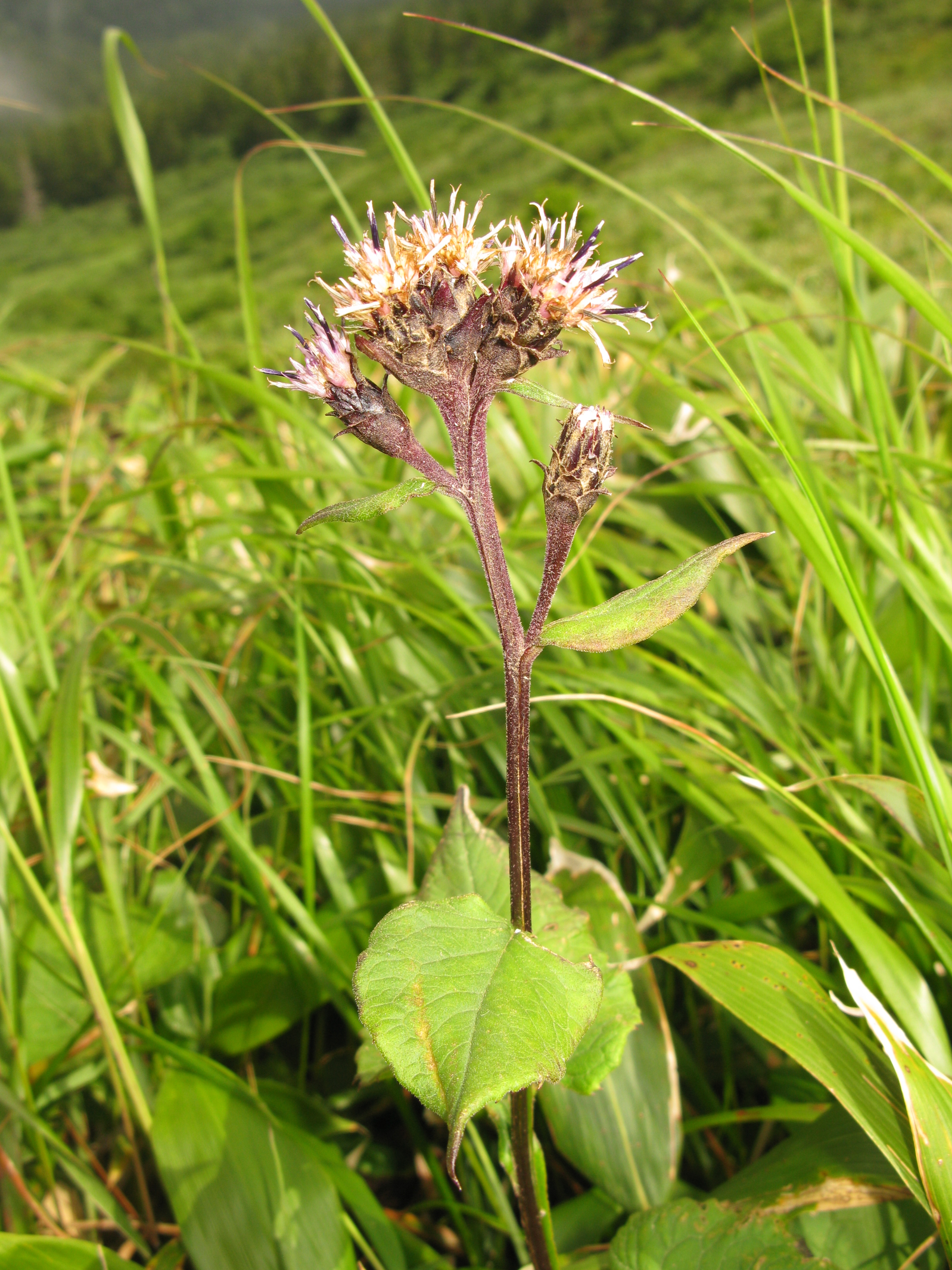
頭花の柄は長さ1-4cmになり、はっきりとわかる。
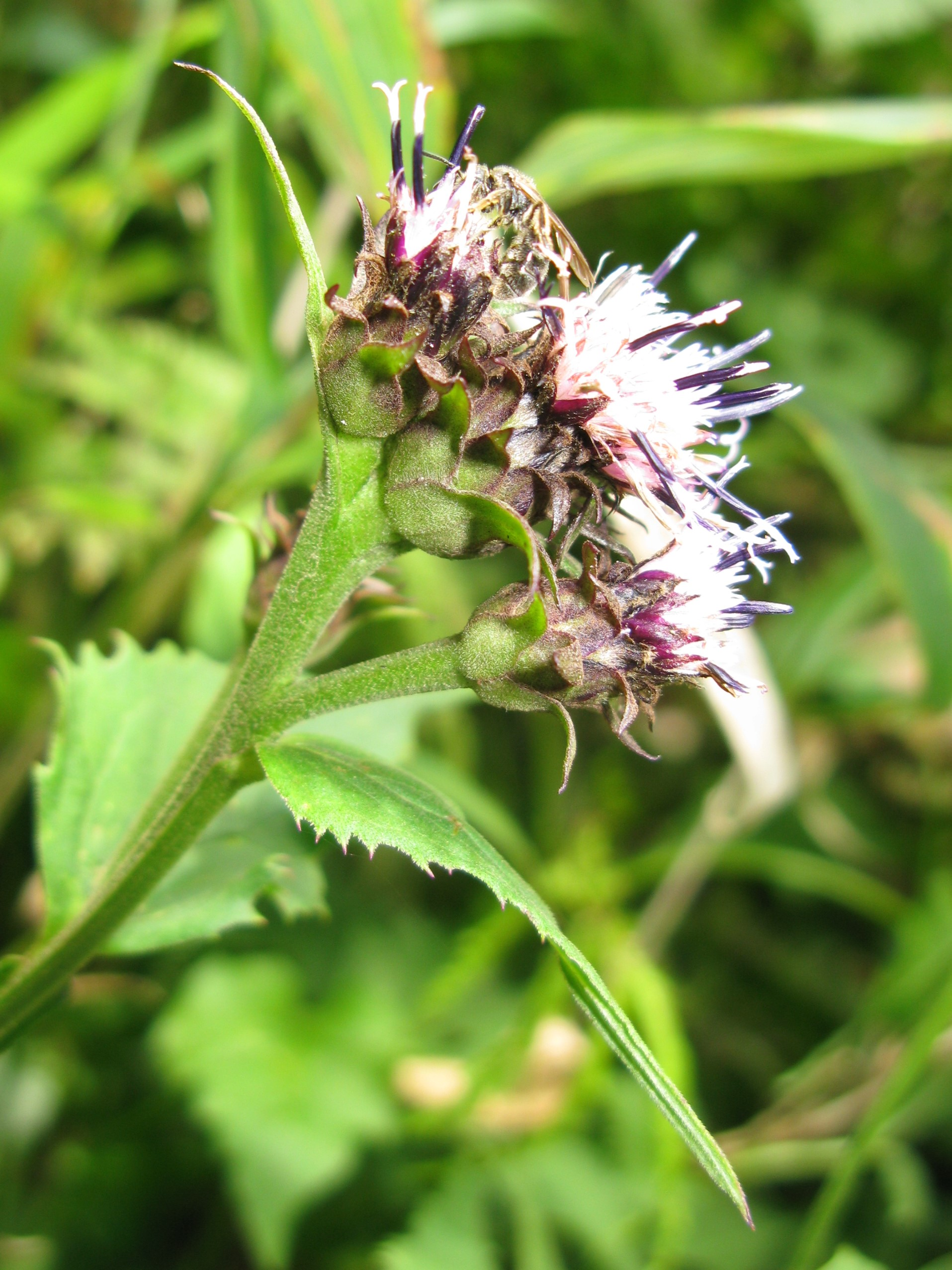
総苞が緑紫色で、総苞外片は幅2-4mmあり、先端は尾状に長く伸びて反曲する。頭花は散房状にまばらにつく。
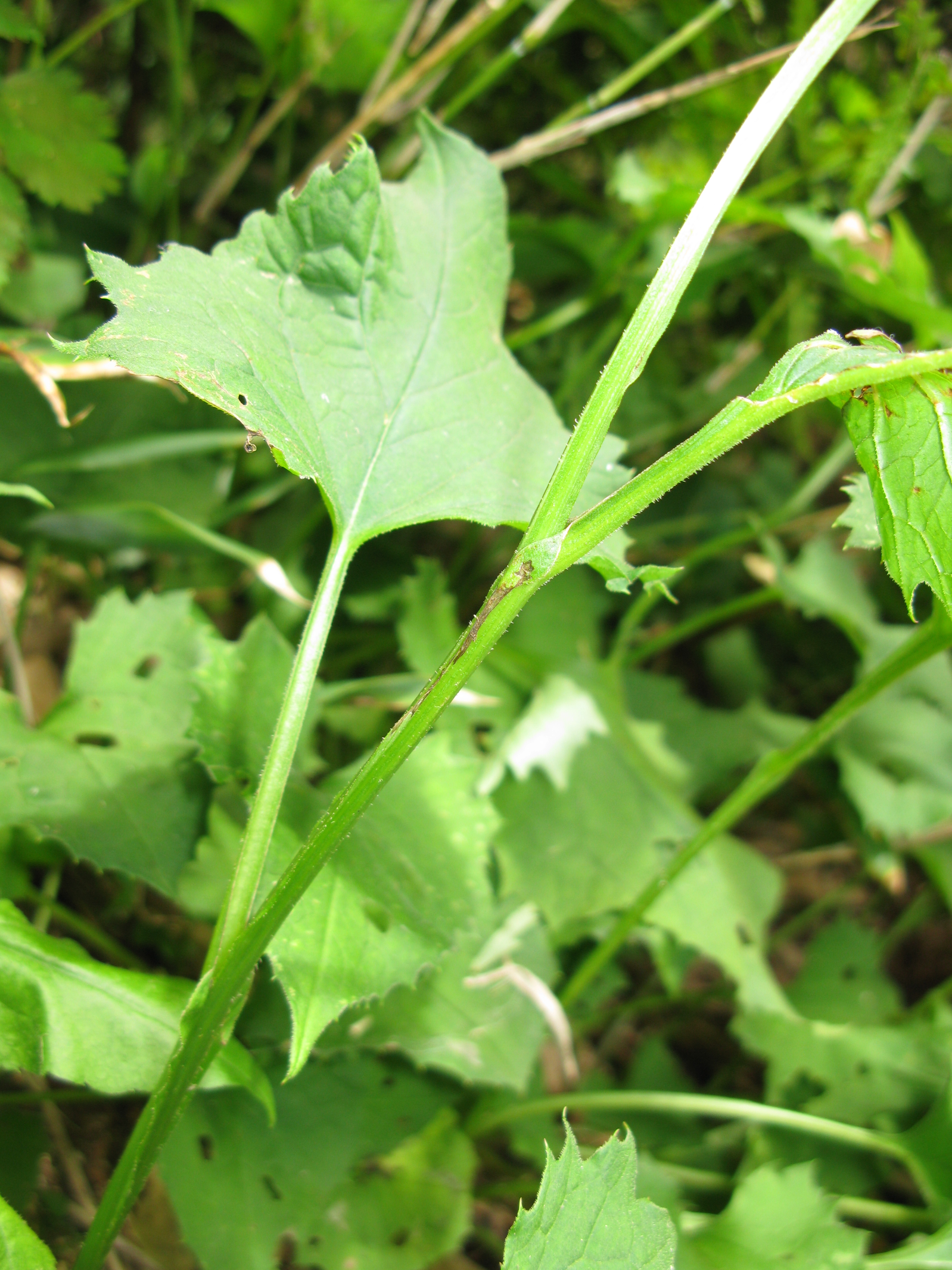
茎の下部の葉には長い葉柄がある。
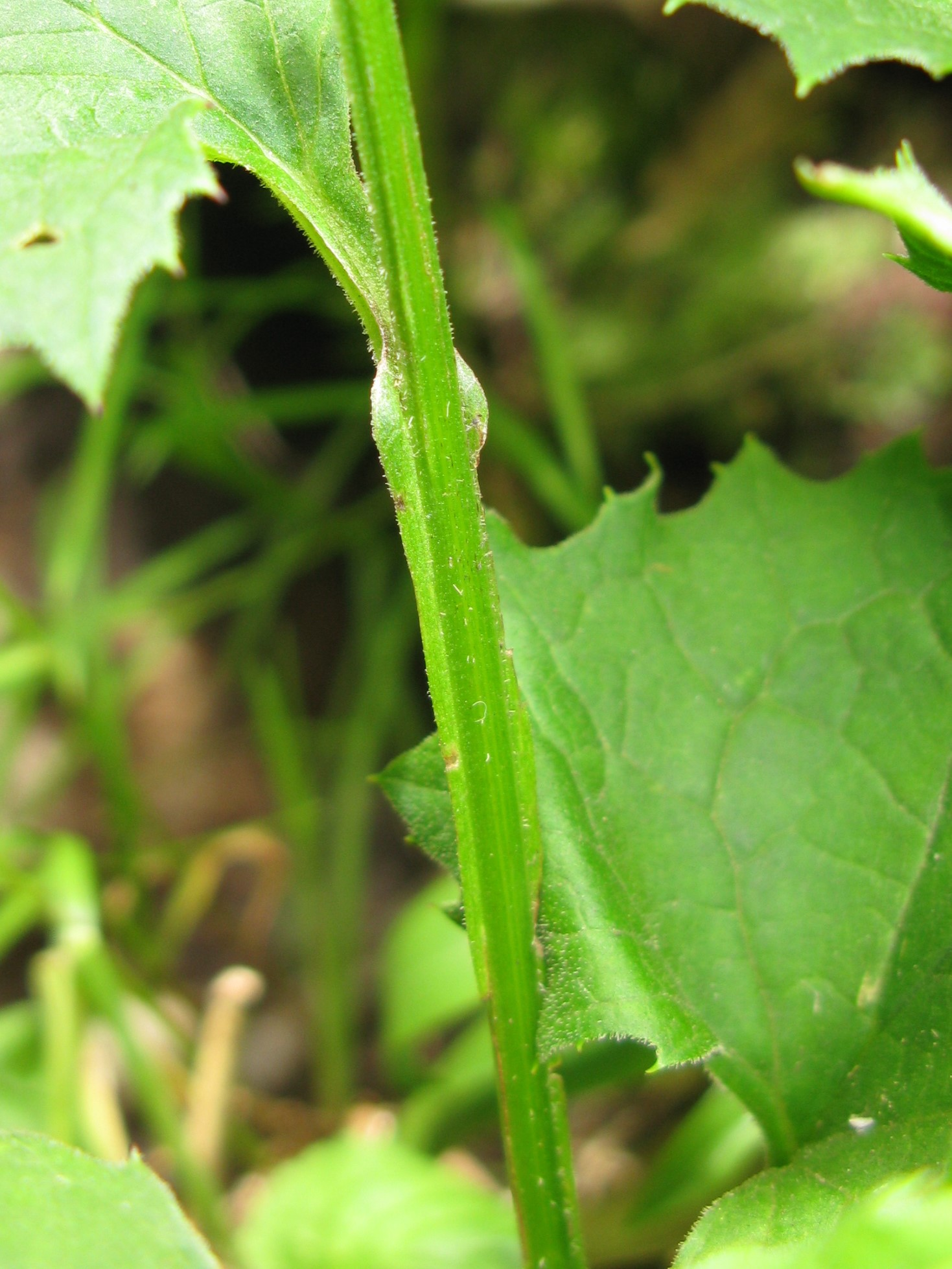
茎に葉柄から流れた狭い翼がある。<